# 努齐德斯
努齐德斯是奥地利福拉尔贝格州布卢登茨县的一个市镇。总面积22.09平方公里，总人口5054人，人口密度228.8人/平方公里（2005年）。

## 友好城市
- 法國 乌森